# Bausch & Lomb Championships 2001 - Doppio
Il doppio del torneo di tennis Bausch & Lomb Championships 2001, facente parte del WTA Tour 2001, ha avuto come vincitrici Conchita Martínez e Patricia Tarabini che hanno battuto in finale 6–4, 6–2 Martina Navrátilová e Arantxa Sánchez Vicario.

## Teste di serie
1. Lisa Raymond /  Rennae Stubbs (semifinali)
2. Virginia Ruano Pascual /  Paola Suárez (quarti di finale)
3. Åsa Svensson /  Kimberly Po (quarti di finale)
4. Elena Lichovceva /  Nicole Pratt (primo turno)

## Tabellone

### Legenda
| - Q = Qualificato - WC = Wild card - LL = Lucky loser | - ALT = Alternate - SE = Special Exempt - PR = Protected Ranking | - w/o = Walkover - r = Ritirato - d = Squalificato |